# Olympische Sommerspiele 2008/Leichtathletik – Dreisprung (Männer)

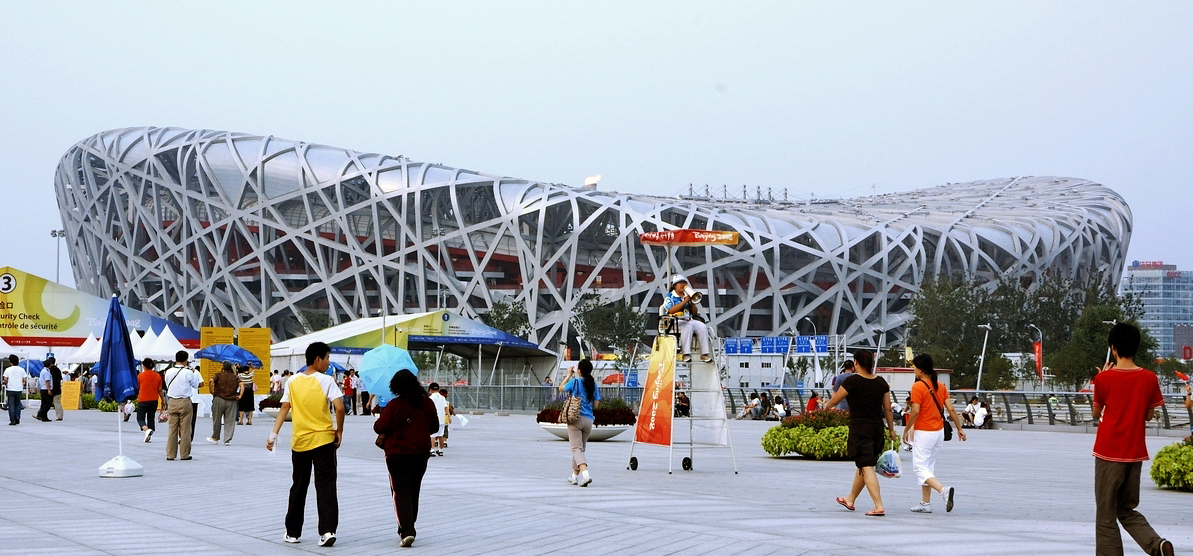
Das Vogelnest – Olympiastadion von Peking

Der Dreisprung bei den Olympischen Spielen 2008 in Peking wurde am 18. und 21. August 2008 ausgetragen. 39 Athleten nahmen daran teil.
Olympiasieger wurde der Portugiese Nelson Évora. Die Silbermedaille gewann der Brite Phillips Idowu. Bronze ging an Leevan Sands von den Bahamas.

## Aktuelle Titelträger
| Olympiasieger 2004                      | Christian Olsson ( Schweden)  | 17,79 m | Athen 2004          |
| Weltmeister 2007                        | Nelson Évora ( Portugal)      | 17,74 m | Ōsaka 2007          |
| Europameister 2006                      | Christian Olsson ( Schweden)  | 17,67 m | Göteborg 2006       |
| Panamerikanischer Meister 2007          | Jadel Gregório ( Brasilien)   | 17,27 m | Rio de Janeiro 2007 |
| Zentralamerika und Karibik-Meister 2008 | Leevan Sands ( Bahamas)       | 17,29 m | Cali 2008           |
| Südamerika-Meister 2007                 | Jefferson Sabino ( Brasilien) | 16,68 m | São Paulo 2007      |
| Asienmeister 2007                       | Renjith Maheswary ( Indien)   | 17,19 m | Amman 2007          |
| Afrikameister 2008                      | Ndiss Kaba Badji ( Senegal)   | 17,07 m | Addis Abeba 2008    |
| Ozeanienmeister 2008                    | Frank Louey ( Fidschi)        | 14,23 m | Saipan 2008         |

## Rekorde

### Bestehende Rekorde
| Weltrekord         | 18,29 m | Jonathan Edwards ( Großbritannien) | Göteborg, Schweden     | 7. August 1995 |
| Olympischer Rekord | 18,09 m | Kenny Harrison ( USA)              | Finale OS Atlanta, USA | 27. Juli 1996  |

Der bestehende olympische Rekord wurde bei diesen Spielen nicht erreicht. Mit seinem weitesten Sprung auf 17,67 m im vierten Durchgang des Finales verfehlte der portugiesische Olympiasieger Nelson Évora den Rekord um 32 Zentimeter. Zum Weltrekord fehlten ihm 52 Zentimeter.

### Rekordverbesserung
Es wurde ein Landesrekord aufgestellt:

17,59 m – Leevan Sands, Bahamas, Finale am 21. August, dritter Versuch

## Legende
Kurze Übersicht zur Bedeutung der Symbolik – so üblicherweise auch in sonstigen Veröffentlichungen verwendet:
| – | verzichtet |
| x | ungültig   |

Anmerkung: Alle Weiten sind in Metern (m) angegeben.

## Qualifikation
18. August 2008, 10:00 Uhr
Die Qualifikation wurde in zwei Gruppen durchgeführt. Die Qualifikationsweite für den direkten Finaleinzug betrug 17,10 m. Da genau zwölf Athleten diese Weite erreichten (hellblau unterlegt), wurde das Finalfeld nicht weiter aufgefüllt.

### Gruppe A
| Platz | Name                      | Nation              | 1. Versuch Wind (m/s) | 2. Versuch Wind (m/s) | 3. Versuch Wind (m/s) | Resultat |
| 1     | Phillips Idowu            | Großbritannien      | 17,44 / +1,0          | –                     | –                     | 17,44    |
| 2     | Nelson Évora              | Portugal            | x                     | 17,34 / +1,3          | –                     | 17,34    |
| 3     | Arnie David Giralt        | Kuba                | 17,30 / +1,1          | –                     | –                     | 17,30    |
| 4     | Igor Spassowchodski       | Russland            | 16,79 / +1,8          | 16,85 / +1,2          | 17,23 / +0,4          | 17,23    |
| 5     | Marian Oprea              | Rumänien            | x                     | 16,99 / −0,1          | 17,17 / −0,7          | 17,17    |
| 6     | Jadel Gregório            | Brasilien           | 17,15 / +0,4          | –                     | –                     | 17,15    |
| 7     | Wiktor Kusnjezow          | Ukraine             | 16,70 / +0,8          | 17,11 / +0,1          | x                     | 17,11    |
| 8     | Alexis Copello            | Kuba                | 17,09 / +0,6          | 16,92 / +0,1          | x                     | 17,09    |
| 9     | Dimitri Waljukewitsch     | Slowakei            | x                     | 16,86 / +0,4          | 17,08 / +0,5          | 17,08    |
| 10    | Kim Deok-hyeon            | Südkorea            | 16,68 / +0,4          | 14,68 / +1,0          | 16,88 / +0,4          | 16,88    |
| 11    | Rafeeq Curry              | USA                 | x                     | 16,23 / +1,7          | 16,85 / +0,4          | 16,85    |
| 12    | Fabrizio Donato           | Italien             | 16,10 / +0,4          | x                     | 16,70 / +0,1          | 16,70    |
| 13    | Kenta Bell                | USA                 | 16,55 / +0,9          | x                     | 16,17 / ±0,0          | 16,55    |
| 14    | Dsmitryj Platnizki        | Belarus             | 16,51 / +0,1          | x                     | x                     | 16,51    |
| 15    | Jefferson Sabino          | Brasilien           | 16,12 / +0,6          | 16,45 / +1,0          | x                     | 16,45    |
| 16    | Roman Walijew             | Kasachstan          | x                     | 16,20 / +0,6          | 15,93 / +0,3          | 16,20    |
| 17    | Ibrahim Babikir Mohamdein | Katar               | 16,03 / +0,4          | 16,02 / +1,4          | 15,90 / +0,1          | 16,03    |
| 18    | Zhong Minwei              | Volksrepublik China | 15,59 / +0,4          | x                     | 14,91 / +0,8          | 15,59    |
| 19    | Redžep Selman             | Mazedonien          | 14,98 / +0,5          | 15,29 / +1,6          | 15,28 / +0,2          | 15,29    |

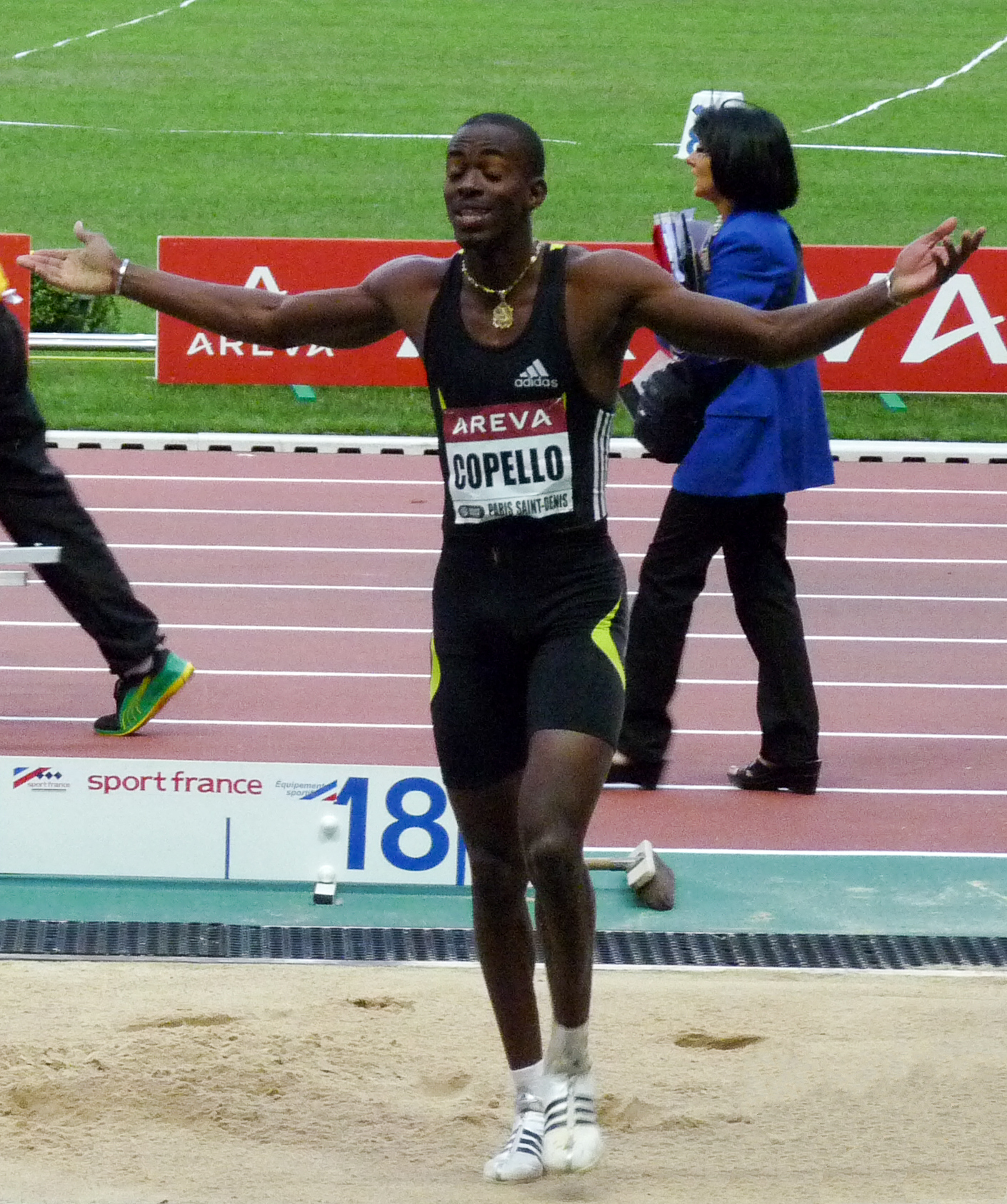
Alexis Copello – ausgeschieden
mit 17,09 m

Weitere in Qualifikationsgruppe A ausgeschiedene Dreispringer:

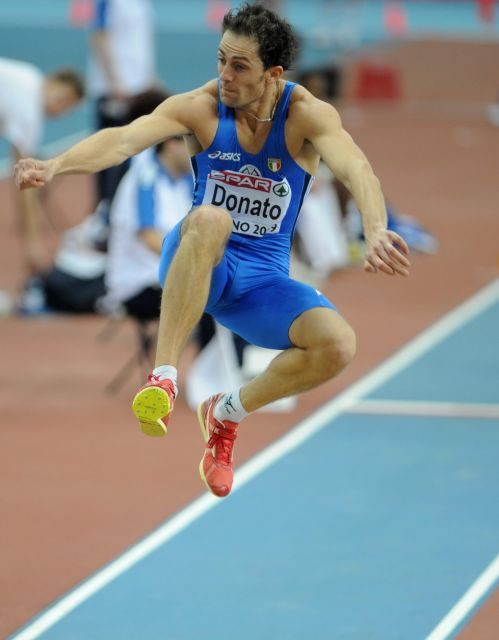
Fabrizio Donato – 16,70 m
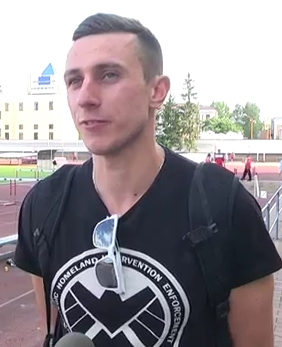
Dsmitryj Platnizki – 16,51 m

### Gruppe B
| Platz | Name                 | Nation              | 1. Versuch Wind (m/s) | 2. Versuch Wind (m/s) | 3. Versuch Wind (m/s) | Resultat | Anmerkung |
| 1     | Li Yanxi             | Volksrepublik China | 16,93 / +0,6          | 16,83 / −0,5          | 17,30 / +0,6          | 17,30    | PB        |
| 2     | Leevan Sands         | Bahamas             | 17,25 / +0,5          | –                     | –                     | 17,25    |           |
| 3     | Onochie Achike       | Großbritannien      | x                     | 17,18 / +1,1          | –                     | 17,18    |           |
| 4     | Héctor Dairo Fuentes | Kuba                | 16,73 / +0,3          | 16,42 / +0,8          | 17,14 / +1,1          | 17,14    |           |
| 5     | Momtschil Karailiew  | Bulgarien           | 17,06 / +0,4          | 17,12 / +0,6          | –                     | 17,12    |           |
| 6     | Randy Lewis          | Grenada             | x                     | 17,06 / +0,6          | x                     | 17,06    |           |
| 7     | Mykola Sawolajnen    | Ukraine             | 17,00 / +0,9          | 16,55 / +0,5          | 16,29 / +0,5          | 17,00    |           |
| 8     | Alexander Petrenko   | Russland            | 16,84 / +0,6          | 16,97 / +1,1          | 16,74 / +0,9          | 16,97    |           |
| 9     | Nathan Douglas       | Großbritannien      | 16,45 / +0,8          | 16,68 / +1,2          | 16,72 / +0,1          | 16,72    |           |
| 10    | Daniil Burkenja      | Russland            | 16,44 / +0,5          | 16,69 / +1,0          | 15,65 / +0,5          | 16,69    |           |
| 11    | Dimitris Tsiamis     | Griechenland        | 16,37 / +0,6          | 16,65 / +1,0          | 16,48 / +0,5          | 16,65    |           |
| 12    | Vladimir Letnicov    | Moldau              | 16,62 / +0,5          | x                     | x                     | 16,62    |           |
| 13    | Wiktor Jastrebow     | Ukraine             | x                     | x                     | 16,52 / +0,4          | 16,52    |           |
| 14    | Colomba Fofana       | Frankreich          | 16,42 / +1,2          | 15,47 / +0,6          | x                     | 16,42    |           |
| 15    | Hugo Mamba-Schlick   | Kamerun             | 16,01 / +0,3          | 14,98 / +0,6          | x                     | 16,01    |           |
| 16    | Aarik Wilson         | USA                 | x                     | 15,51 / +0,8          | 15,97 / +0,9          | 15,97    |           |
| 17    | Gu Junjie            | Volksrepublik China | 15,94 / +1,0          | 15,84 / +0,8          | x                     | 15,94    |           |
| 18    | Renjith Maheswary    | Indien              | 15,77 / +0,5          | x                     | 15,51 / +0,5          | 15,77    |           |
| NM    | Ndiss Kaba Badji     | Senegal             | x                     | x                     | x                     | ogV      |           |
| NM    | Tarik Bouguetaïb     | Marokko             | x                     | x                     | x                     | ogV      |           |

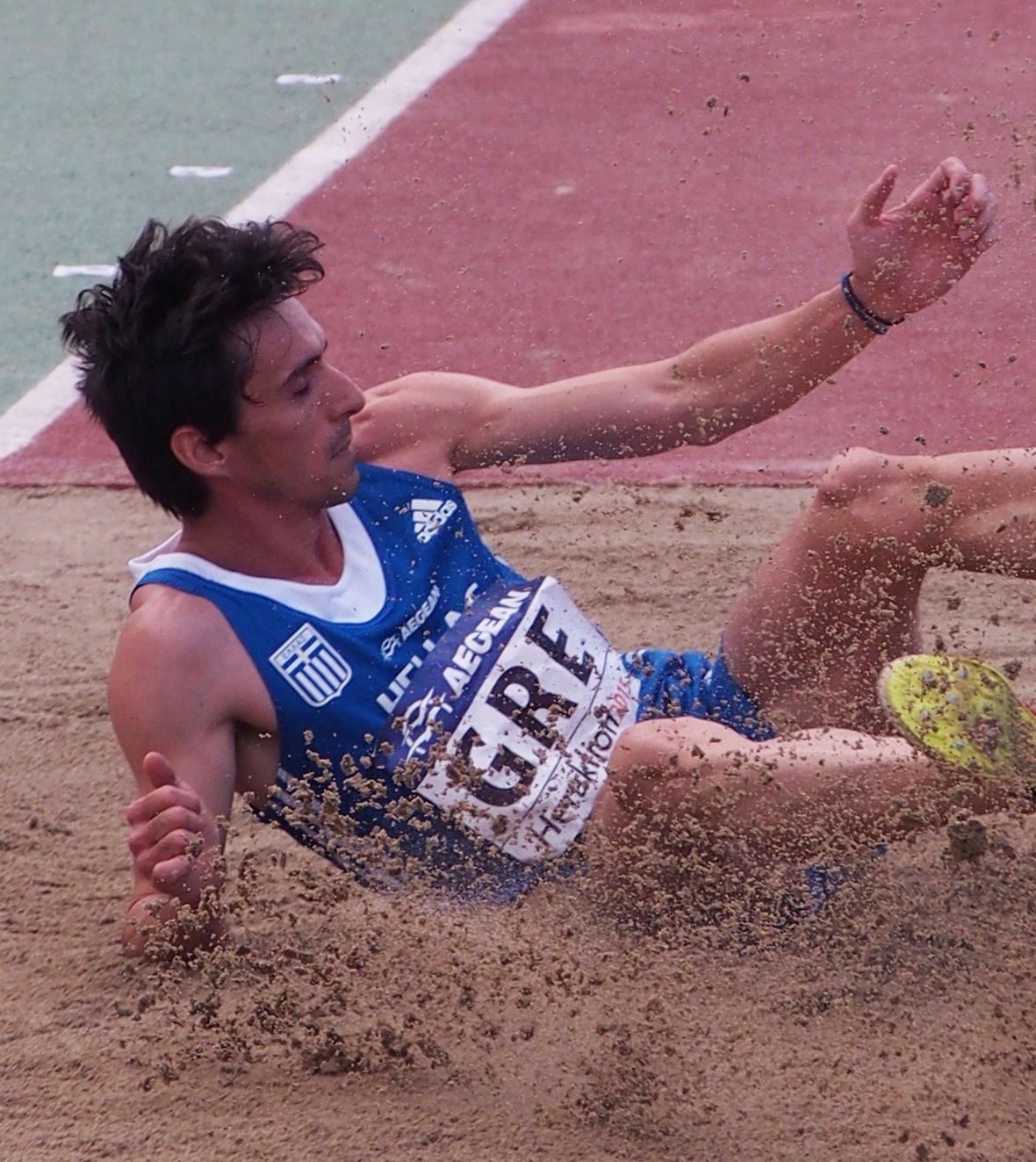
Dimitris Tsiamis – ausgeschieden mit 16,65 m

Weitere in Qualifikationsgruppe B ausgeschiedene Dreispringer:

Hugo Mamba-Schlick – 16,01 m
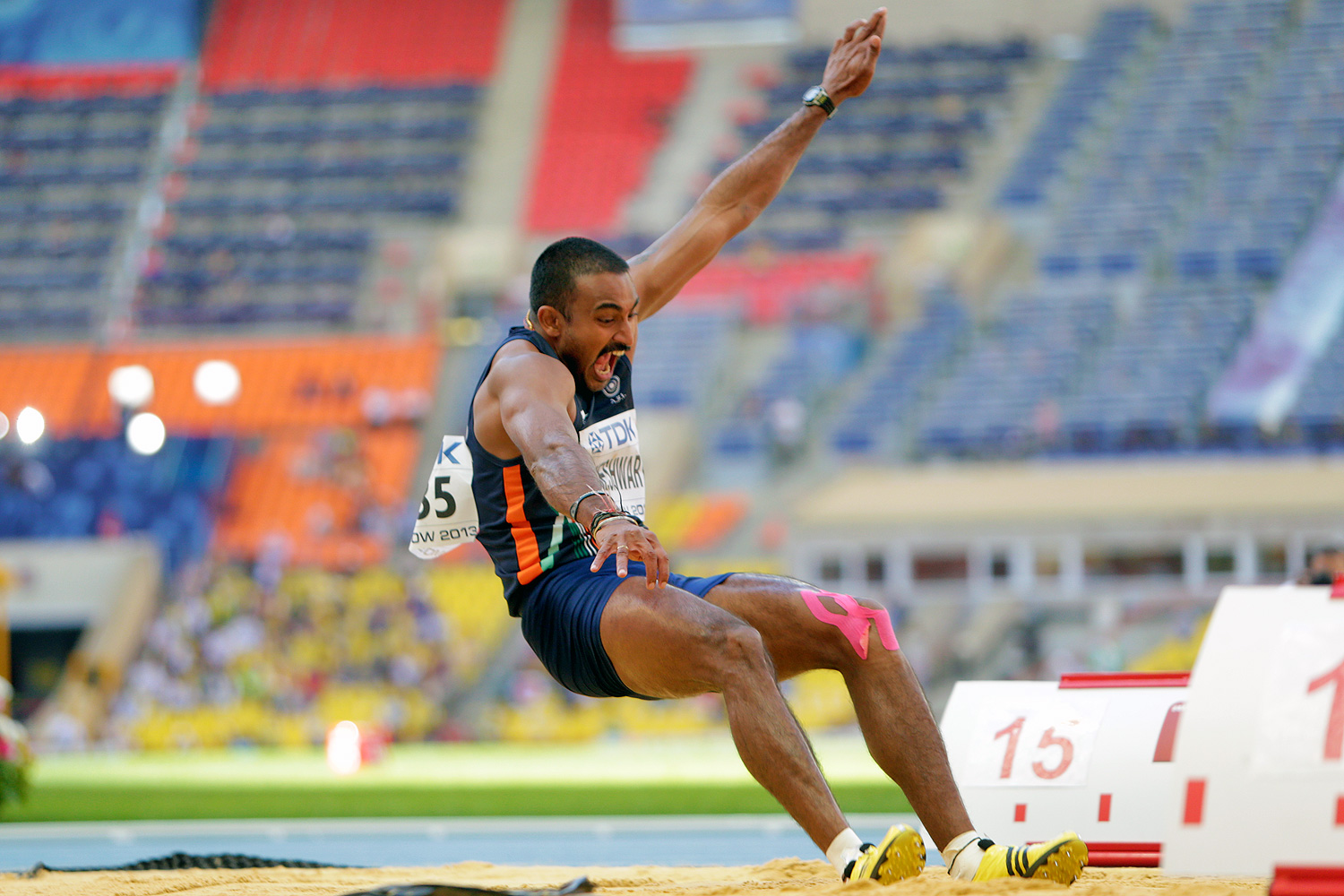
Renjith Maheswary – 15,77 m

## Finale
21. August 2008, 20:25 Uhr
| Platz | Name                 | Nation              | 1. Versuch Wind (m/s) | 2. Versuch Wind (m/s) | 3. Versuch Wind (m/s) | 4. Versuch Wind (m/s)                    | 5. Versuch Wind (m/s)                    | 6. Versuch Wind (m/s)                    | Resultat | Anmerkung |
| 1     | Nelson Évora         | Portugal            | 17,31 / −0,5          | 17,56 / ±0,0          | x                     | 17,67 / +1,1                             | 17,24 / +0,4                             | 16,52 / +0,5                             | 17,67    |           |
| 2     | Phillips Idowu       | Großbritannien      | 17,51 / −0,3          | 17,31 / ±0,0          | 17,62 / +0,9          | x                                        | 17,26 / +0,2                             | 16,41 / +0,2                             | 17,62    |           |
| 3     | Leevan Sands         | Bahamas             | 16,91 / −0,6          | 16,55 / +0,4          | 17,59 / +0,9          | 17,26 / +1,1                             | 17,32 / +0,5                             | x                                        | 17,59    | NR        |
| 4     | Arnie David Giralt   | Kuba                | 17,27 / −0,5          | 17,52 / +0,2          | 17,24 / +1,0          | 17,48 / +1,6                             | x                                        | 17,08 / +0,3                             | 17,52    | PB        |
| 5     | Marian Oprea         | Rumänien            | 17,22 / −0,2          | x                     | x                     | x                                        | x                                        | 16,69 / +1,0                             | 17,22    |           |
| 6     | Jadel Gregório       | Brasilien           | 17,14 / −0,7          | 16,55 / +0,2          | 13,79 / −0,9          | 16,83 / +0,5                             | 16,78 / −0,1                             | 17,20 / +0,2                             | 17,20    |           |
| 7     | Onochie Achike       | Großbritannien      | 16,74 / −0,2          | x                     | 17,17 / −0,2          | x                                        | 17,04 / −0,2                             | x                                        | 17,17    |           |
| 8     | Wiktor Kusnjezow     | Ukraine             | 16,71 / −0,3          | 16,87 / −0,3          | x                     | 16,81 / +0,3                             | 16,48 / −0,5                             | x                                        | 16,87    |           |
|       |                      |                     |                       |                       |                       |                                          |                                          |                                          |          |           |
| 9     | Igor Spassowchodski  | Russland            | 16,79 / −0,6          | 16,37 / −0,3          | 15,63 / −0,9          | nicht im Finale der besten acht Springer | nicht im Finale der besten acht Springer | nicht im Finale der besten acht Springer | 16,79    |           |
| 10    | Li Yanxi             | Volksrepublik China | 15,93 / −0,5          | 16,35 / ±0,0          | 16,77 / +1,2          | nicht im Finale der besten acht Springer | nicht im Finale der besten acht Springer | nicht im Finale der besten acht Springer | 16,77    |           |
| 11    | Momtschil Karailiew  | Bulgarien           | 16,48 / −0,2          | 16,39 / −0,1          | 16,38 / −0,4          | nicht im Finale der besten acht Springer | nicht im Finale der besten acht Springer | nicht im Finale der besten acht Springer | 16,48    |           |
| 12    | Héctor Dairo Fuentes | Kuba                | 15,92 / ±0,0          | x                     | 16,28 / −0,6          | nicht im Finale der besten acht Springer | nicht im Finale der besten acht Springer | nicht im Finale der besten acht Springer | 16,28    |           |

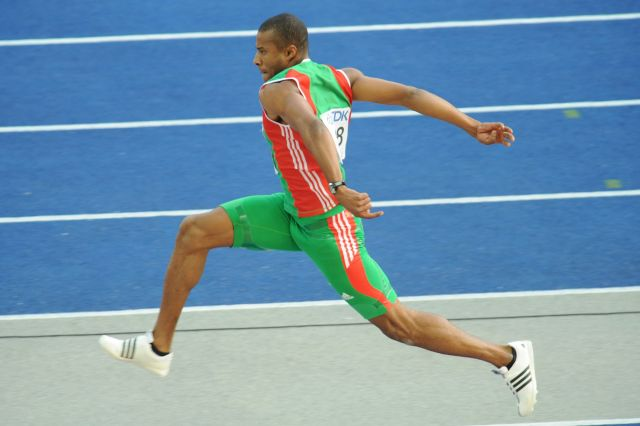
Olympiasieger nach einem spannenden Wettkampf
wurde Nelson Évora

Für das Finale hatten sich zwölf Athleten qualifiziert. Alle hatten die Qualifikationsweite erreicht. Vertreten waren je zwei Kubaner und Briten sowie je ein Teilnehmer von den Bahamas, aus Brasilien, Bulgarien, China, Portugal, Rumänien, Russland und der Ukraine.
Favoriten waren in erster Linie der amtierende Weltmeister und Europameisterschaftsvierte Nelson Évora aus Portugal sowie der brasilianische Vizeweltmeister und panamerikanische Meister Jadel Gregório. Weitere Medaillenkandidaten waren der Silbermedaillengewinner der Spiele von 2004, der WM-Dritte von 2005 und EM-Dritte Marian Oprea aus Rumänien, der WM-Vierte von 2005 und Zentralamerika-/Karibik-Meister Leevan Sands von den Bahamas sowie der britische WM-Sechste von 2007 und EM-Fünfte Phillips Idowu.
Im Finale gab es gleich im ersten Durchgang einige Versuche weit jenseits der 17-Meter-Marke. Idowu übernahm mit 17,51 m die Spitze vor Évora mit 17,31 m. Der Kubaner Arnie David Giralt sprang 17,27 m, Oprea 17,22 m. Gregório gelangen 17,14 m. Auch in der zweiten Runde ging es mit weiten Sprüngen weiter. Weltmeister Évora verbesserte sich auf 17,56 m und führte das Feld damit an. Giralt setzte sich mit 17,52 m an die zweite Position vor Idowu, der mit seinen 17,51 m aus Durchgang eins jetzt Dritter war.
Der Brite konterte in der nächsten Versuchsreihe mit 17,62 m und lag wieder vorne. Sands griff jetzt mit in das Geschehen ein. Er verdrängte mit 17,59 m Évora vom zweiten Platz. Vor dem Finale der besten Acht war Giralt weiterhin Vierter mit 17,52 m vor Oprea – 17,22 m. Der Brite Onochie Achike war Sechster mit 17,17 m vor Gregório – 17,14 m.
Doch die Entscheidung war damit noch nicht gefallen. In Runde vier erzielte Évora 17,67 m und lag fünf Zentimeter vor Idowu. In den nächsten beiden Durchgängen gab es noch zahlreiche Sprünge die deutlich weiter waren als siebzehn Meter. Außer Gregório konnte allerdings keiner der Athleten seine vorher zu Buche stehende Weite verbessern. Der Brasilianer erreichte 17,20 m in seinem letzten Sprung, womit er Achike um drei Zentimeter vom sechsten Rang verdrängte. Damit wurde Weltmeister Nelson Évora auch Olympiasieger. Nur knapp zurück gewann Phillips Idowu die Silbermedaille. Er war drei Zentimeter weiter gesprungen als Bronzemedaillengewinner Leevan Sands. Nur weitere sieben Zentimeter dahinter belegte Arnie David Giralt den vierten Platz vor Marian Oprea, Jadel Gregório und Onochie Achike. Sie alle hatten die 17-Meter-Marke übertroffen.
Nelson Évora gewann die erste Goldmedaille für Portugal im Dreisprung.

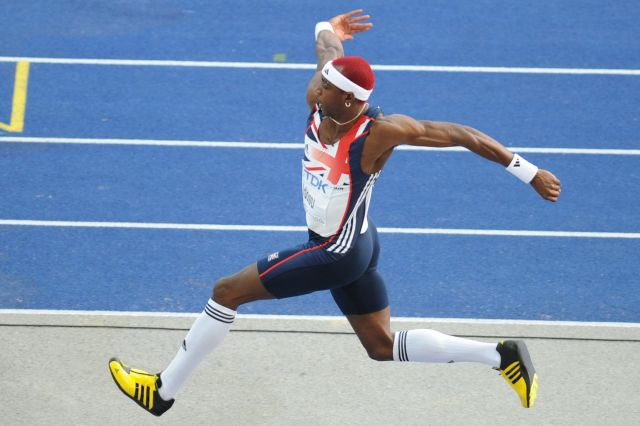
Silbermedaillengewinner Phillips Idowu
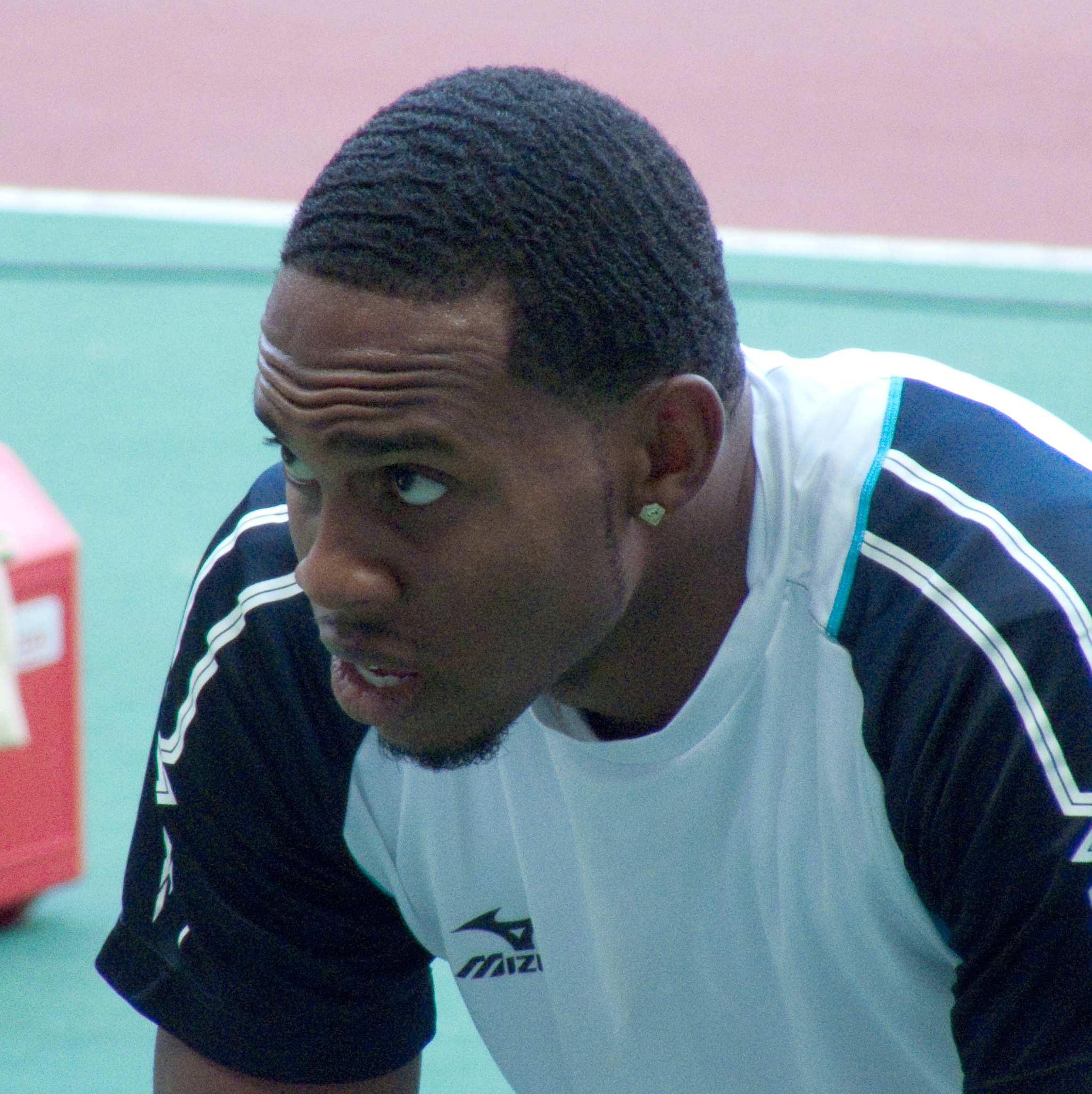
Bronze ging an Leevan Sands

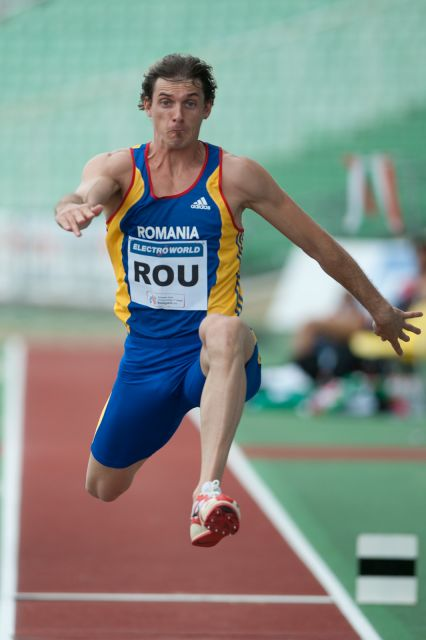
Marian Oprea belegte Rang fünf
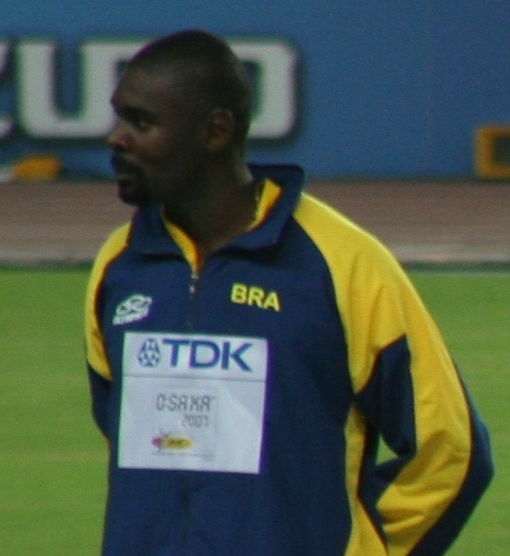
Jadel Gregório wurde Olympiasechster
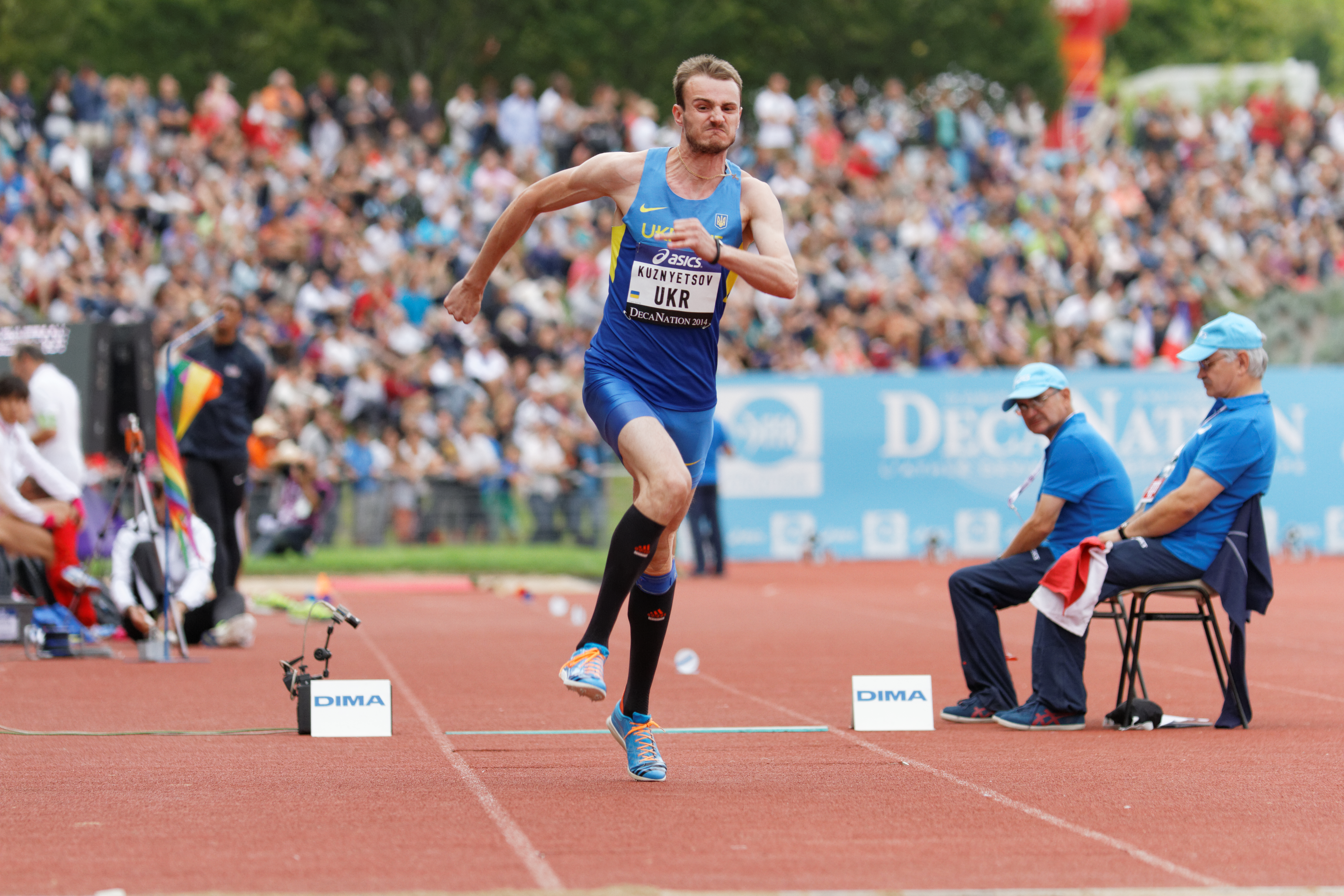
Rang acht für Wiktor Kusnjezow

## Videolinks
- Olympics 2008 Mens Triple Jump Final, youtube.com, abgerufen am 9. März 2022
- Athletics - Men's Triple Jump Final - Beijing 2008 Summer Olympic Games, youtube.com, abgerufen am 11. Juni 2018
- Athletics - Men's Triple Jump - Victory Ceremony - Beijing 2008 Summer Olympic Games, youtube.com, abgerufen am 9. März 2022